# ماندي هاسي
ماندي هاسي (بالألمانية: Mandy Haase)‏ (و. 1982  م) هي لاعبة هوكي الحقل من ألمانيا، وألمانيا الشرقية، ولدت في لايبزيغ، شاركت في الألعاب الأولمبية الصيفية 2008، والألعاب الأولمبية الصيفية 2012، والألعاب الأولمبية الصيفية 2004.

## روابط خارجية
- ماندي هاسي على موقع الاتحاد الدولي للهوكي (الإنجليزية)
- ماندي هاسي على موقع اللجنة الأولمبية الدولية (الإنجليزية)
- ماندي هاسي على موقع أوليمبيديا (الإنجليزية)
- ماندي هاسي على موقع اللجنة الأولمبية الألمانية (الألمانية)